# San Cebrián de Mazote
San Cebrián de Mazote è un comune spagnolo di 206 abitanti situato nella comunità autonoma di Castiglia e León.